# François Beauchemin (hockey sur glace, 1980)
Pour les articles homonymes, voir François Beauchemin (hockey sur glace, 1996) et Beauchemin.
François Beauchemin (né le 4 juin 1980 à Sorel, dans la province de Québec au Canada) est un joueur professionnel canadien de hockey sur glace.

## Carrière
Il a été repêché par les Canadiens de Montréal lors du repêchage d'entrée dans la LNH 1998, à la 75e position. Il occupe la position de défenseur.

Il est champion de la Coupe du président avec son équipe le Titan d'Acadie-Bathurst pour la saison 1998-1999.
Avant la saison 2005-2006, Beauchemin n'avait joué qu'un seul match dans la LNH et avait surtout évolué dans la rangs mineurs. En 2005, il avait entamé la saison avec les Blue Jackets de Columbus, mais il a été échangé aux Mighty Ducks d'Anaheim dans une transaction qui avait également impliquée Sergueï Fiodorov. Depuis son arrivée avec les Ducks, il forme l'un des duos défensifs les plus efficaces de la ligue avec Scott Niedermayer. Il a remporté la Coupe Stanley avec l'équipe 2006-2007 des Ducks contre les Sénateurs d'Ottawa en cinq matchs.
Le 6 juillet 2009 il signe un contrat de 11,4 millions de dollars pour 3 ans avec les Maple Leafs de Toronto.
Le 9 février 2011, Beauchemin retourne avec les Ducks d’Anaheim, il est échangé en retour de  l’ailier droit Joffrey Lupul, du défenseur Jake Gardiner et un choix conditionnel de 4e ronde en 2013.
Le 20 janvier 2012, il signe un contrat de trois ans d’une valeur de 10,5 millions de dollars avec les Ducks d'Anaheim.
Le 1er juillet 2015, il signe un contrat de trois ans en tant qu'agent libre avec l'Avalanche du Colorado.
Le 21 août 2017, il retourne avec les Ducks d'Anaheim et signe un contrat d'un an avec eux. Depuis la saison 2019-2020, il est entraîneur du développement des joueurs chez les Ducks d’Anaheim.

## Carrière internationale
Il représente l'équipe du Canada au niveau international.

## Statistiques

### En club
| Saison     | Équipe                             | Ligue      |     | Saison régulière | Saison régulière | Saison régulière | Saison régulière | Saison régulière |    | Séries éliminatoires | Séries éliminatoires | Séries éliminatoires | Séries éliminatoires | Séries éliminatoires |
| Saison     | Équipe                             | Ligue      | PJ  | B                | A                | Pts              | Pun              | PJ               | B  | A                    | Pts                  | Pun                  |                      |                      |
| 1995-1996  | Riverains du Richelieu             | QAAA       | 40  | 9                | 23               | 32               | 59               | -                | -  | -                    | -                    | -                    |                      |                      |
| 1996-1997  | Titan du Collège français de Laval | LHJMQ      | 66  | 7                | 20               | 27               | 112              | 3                | 0  | 0                    | 0                    | 2                    |                      |                      |
| 1997-1998  | Titan du Collège français de Laval | LHJMQ      | 70  | 12               | 35               | 47               | 132              | 16               | 1  | 3                    | 4                    | 23                   |                      |                      |
| 1998-1999  | Titan d'Acadie-Bathurst            | LHJMQ      | 31  | 4                | 17               | 21               | 53               | 23               | 2  | 16                   | 18                   | 55                   |                      |                      |
| 1999-2000  | Titan d'Acadie-Bathurst            | LHJMQ      | 38  | 11               | 36               | 47               | 64               | -                | -  | -                    | -                    | -                    |                      |                      |
| 1999-2000  | Wildcats de Moncton                | LHJMQ      | 33  | 8                | 31               | 39               | 35               | 16               | 2  | 11                   | 13                   | 14                   |                      |                      |
| 2000-2001  | Citadelles de Québec               | LAH        | 56  | 3                | 6                | 9                | 44               | -                | -  | -                    | -                    | -                    |                      |                      |
| 2001-2002  | Sea Wolves du Mississippi          | ECHL       | 7   | 1                | 3                | 4                | 2                | -                | -  | -                    | -                    | -                    |                      |                      |
| 2001-2002  | Citadelles de Québec               | LAH        | 56  | 8                | 11               | 19               | 88               | 3                | 0  | 1                    | 1                    | 0                    |                      |                      |
| 2002-2003  | Bulldogs de Hamilton               | LAH        | 75  | 7                | 21               | 28               | 92               | 23               | 1  | 9                    | 10                   | 16                   |                      |                      |
| 2002-2003  | Canadiens de Montréal              | LNH        | 1   | 0                | 0                | 0                | 0                | -                | -  | -                    | -                    | -                    |                      |                      |
| 2003-2004  | Bulldogs de Hamilton               | LAH        | 77  | 9                | 27               | 36               | 57               | 10               | 2  | 4                    | 6                    | 18                   |                      |                      |
| 2004-2005  | Crunch de Syracuse                 | LAH        | 72  | 3                | 27               | 30               | 55               | -                | -  | -                    | -                    | -                    |                      |                      |
| 2005-2006  | Blue Jackets de Columbus           | LNH        | 11  | 0                | 2                | 2                | 11               | -                | -  | -                    | -                    | -                    |                      |                      |
| 2005-2006  | Mighty Ducks d'Anaheim             | LNH        | 61  | 8                | 26               | 34               | 41               | 16               | 3  | 6                    | 9                    | 11                   |                      |                      |
| 2006-2007  | Ducks d'Anaheim                    | LNH        | 71  | 7                | 21               | 28               | 49               | 20               | 4  | 4                    | 8                    | 16                   |                      |                      |
| 2007-2008  | Ducks d'Anaheim                    | LNH        | 82  | 2                | 19               | 21               | 59               | 6                | 0  | 0                    | 0                    | 26                   |                      |                      |
| 2008-2009  | Ducks d'Anaheim                    | LNH        | 20  | 4                | 1                | 5                | 12               | 13               | 1  | 0                    | 1                    | 15                   |                      |                      |
| 2009-2010  | Maple Leafs de Toronto             | LNH        | 82  | 5                | 21               | 26               | 33               | -                | -  | -                    | -                    | -                    |                      |                      |
| 2010-2011  | Maple Leafs de Toronto             | LNH        | 54  | 2                | 10               | 12               | 16               | -                | -  | -                    | -                    | -                    |                      |                      |
| 2010-2011  | Ducks d'Anaheim                    | LNH        | 27  | 3                | 2                | 5                | 16               | 6                | 0  | 2                    | 2                    | 2                    |                      |                      |
| 2011-2012  | Ducks d'Anaheim                    | LNH        | 82  | 8                | 14               | 22               | 48               | -                | -  | -                    | -                    | -                    |                      |                      |
| 2012-2013  | Ducks d'Anaheim                    | LNH        | 48  | 6                | 18               | 24               | 22               | 7                | 2  | 4                    | 6                    | 4                    |                      |                      |
| 2013-2014  | Ducks d'Anaheim                    | LNH        | 70  | 4                | 13               | 17               | 39               | 13               | 0  | 4                    | 4                    | 2                    |                      |                      |
| 2014-2015  | Ducks d'Anaheim                    | LNH        | 64  | 11               | 12               | 23               | 48               | 16               | 0  | 9                    | 9                    | 2                    |                      |                      |
| 2015-2016  | Avalanche du Colorado              | LNH        | 82  | 8                | 26               | 34               | 38               | -                | -  | -                    | -                    | -                    |                      |                      |
| 2016-2017  | Avalanche du Colorado              | LNH        | 81  | 5                | 13               | 18               | 32               | -                | -  | -                    | -                    | -                    |                      |                      |
| 2017-2018  | Ducks d'Anaheim                    | LNH        | 67  | 3                | 14               | 17               | 26               | 4                | 0  | 0                    | 0                    | 2                    |                      |                      |
| Totaux LNH | Totaux LNH                         | Totaux LNH | 903 | 76               | 212              | 288              | 490              | 101              | 10 | 29                   | 39                   | 80                   |                      |                      |

### En équipe nationale
| Année | Équipe | Compétition          |   | PJ | B | A | Pts | Pun         |  | Résultat |
| 2010  | Canada | Championnat du monde | 7 | 0  | 1 | 1 | 0   | 7e position |  |          |